# Ciklus (művészet)
A görög ’kör’ szóból származik. Önálló művekből szerkesztett, valamilyen szempontból egységet alkotó művek csoportja. Összetarthatja a műveket a téma, a főhős, a helyszín, a kompozíció, az élethelyzet vagy bármely más tényező. A három műből álló egységet trilógiának, a négyből állót tetralógia|tetralógiának nevezzük.

## Jelentős ciklusok
Középkorban: Az Artúr-mondakör, az Edda-énekek, a Roland-ének.
Verses epikai ciklusok: Arany János balladái a Hunyadi-mondakörből.
Regény ciklusok: Balzac: Emberi színjáték, Zola: Rougon-Macquart-sorozata, Proust: Az eltűnt idő nyomában.
Novellaciklusok: Boccaccio: Dekameron, Navarrai Margit: Heptameron, Babel: Lovashadsereg, Odesszai történetek, Mikszáth: Jó palócok, Tót atyafiak, Krúdy: Szindbád-novellái, Kosztolányi: Esti Kornél.
Drámaciklusok: a középkor nagy misztériumciklusai, Shakespeare királydrámái.
Versciklusok: Petrarca Daloskönyve, Shakespeare szonettjei, Balassi Júlia-versei, Csokonai Lilla-dalai, Petőfi Sándor: Felhők, Kosztolányi: A szegény kisgyermek panaszai, A bús férfi panaszai, Szabó Lőrinc: Tücsökzene, A huszonhatodik év.